# Cygany (województwo pomorskie)
Cygany – wieś w Polsce położona w województwie pomorskim, w powiecie kwidzyńskim, w gminie Gardeja.
Wierni rzymskokatoliccy należą do parafii Wniebowstąpienia Pana Jezusa.
W latach 1975–1998 miejscowość administracyjnie należała do województwa elbląskiego.